# La jardinera / Es imposible
«La jardinera / Es imposible» es una canción de 78 RPM de la famosa cantautora chilena Violeta Parra y su hija Isabel Parra, lanzado en 1954 bajo el sello Odeon. Tanto el Lado A como el Lado B son composiciones de Violeta. Madre e hija cantan acompañadas por músicos anónimos no mencionados en el disco, que interpretan arpa, guitarras, contrabajo y acordeón.
Debido a un contrato que tenía el dúo de Las Hermanas Parra con el sello Odeon, el disco debió salir bajo esta autoría, a pesar de que no participara la hermana de Violeta, Hilda Parra, en su creación.
El tema «La jardinera» aparecería más adelante en el álbum de Violeta de 1960 titulado Toda Violeta Parra. El tema «Es imposible», por su parte, es un corrido que ya había aparecido antes como el Lado A del sencillo de Las Hermanas Parra «Es imposible / Luis Ingrato».

## Lista de canciones
Toda la música compuesta por Violeta Parra. 
| Lado A |                |          |  |
| N.º    | Título         | Duración |  |
| 1.     | «La jardinera» |          |  |

| Lado B |                |          |  |
| N.º    | Título         | Duración |  |
| 2.     | «Es imposible» |          |  |
| 5:45   |                |          |  |